# Zeria meruensis
Espèce
Synonymes
- Solpuga meruensis Hirst, 1907

Zeria meruensis est une espèce de solifuges de la famille des Solpugidae.

## Distribution
Cette espèce se rencontre en Tanzanie, au Congo-Kinshasa et en Éthiopie.

## Description
Le mâle décrit par Roewer en 1933 mesure 28 mm et la femelle 42 mm.

## Étymologie
Son nom d'espèce, composé de meru et du suffixe latin -ensis, « qui vit dans, qui habite », lui a été donné en référence au lieu de sa découverte, le mont Meru.

## Publication originale
- Tullgren, 1907 : Arachnoidea. 1. Pedipalpi, Scorpiones, Solifugae, Chelonethi. Wissenschaftliche Ergebnisse der Schwedischen Zoologischen Expedition nach dem Kilimandjaro, dem Meru und dem umgebenden Massaisteppen Deutsch-Ostafrikas 1905–1906 unter der Leitung von Prof. Dr. Yngve Sjöstedt, vol. 3, no 20, p. 1–15.